# Anton Anton
Anton Anton (ur. 22 grudnia 1949 w Timișoarze) – rumuński polityk, inżynier i nauczyciel akademicki, deputowany, w 2008 minister edukacji, od 2018 do 2019 minister energii.

## Życiorys
Z wykształcenia inżynier mechanik, absolwent w Institutul Politehnic „Traian Vuia” w swojej rodzinnej miejscowości (1972). Odbył też studia podyplomowe z matematyki i informatyki na Uniwersytecie Bukareszteńskim. W 1977 jako stypendysta Programu Fulbrighta przebywał na Uniwersytecie Johnsa Hopkinsa. Od 1972 jako nauczyciel akademicki związany z instytutem budownictwa w Bukareszcie (ICB), przekształconym później w uniwersytet techniczny UTCB. Doktoryzował się w tym instytucie w 1986, w 1995 objął natomiast stanowisko profesora. W latach 2008–2012 pełnił funkcję prorektora, następnie do 2016 był przewodniczącym uczelnianego senatu. W pracy naukowej zajmował się zagadnieniami z zakresu hydrauliki, maszyn hydraulicznych i inżynierii miejskiej. Był też doradcą różnych przedsiębiorstw branży wodnej i ekspertem Komisji Europejskiej.
Od 1995 był członkiem Partii Narodowo-Liberalnej. W latach 2005–2006 pełnił funkcję sekretarza stanu w resorcie oświaty. Następnie do 2008 był przewodniczącym państwowego organu do spraw badań naukowych. W 2008 przez kilka miesięcy sprawował urząd ministra edukacji, badań naukowych i młodzieży w gabinecie Călina Popescu-Tăriceanu. W wyborach w 2016 z ramienia Sojuszu Liberałów i Demokratów uzyskał mandat posła do Izby Deputowanych. W 2018 objął urząd ministra energii w rządzie Vioriki Dăncili. Zakończył urzędowanie w 2019, gdy partia ALDE opuściła koalicję rządową.